# بووآی
بووآی (به لاتین: Bevoay) یک منطقهٔ مسکونی در ماداگاسکار است که در توآلانارو واقع شده‌است. بووآی ۱۵٬۰۰۰ نفر جمعیت دارد و ۹۲ متر بالاتر از سطح دریا واقع شده‌است.